# Kašljavac
Kašljavac falu Horvátországban Belovár-Bilogora megyében. Közigazgatásilag Šandrovachoz tartozik.

## Fekvése
Belovár központjától légvonalban 13, közúton 18 km-re keletre, községközpontjától légvonalban 4, közúton 6 km-re délnyugatra, a Bilo-hegység déli lejtőin, a Miklenska-patak bal partján fekszik.

## Története
A falu területe a 17. századtól népesült be, amikor a török által elpusztított, kihalt területre folyamatosan telepítették be a keresztény lakosságot. 1774-ben az első katonai felmérés térképén „Dorf Kasliavacz” néven találjuk. A település katonai közigazgatás idején a szentgyörgyvári ezredhez tartozott.
Lipszky János 1808-ban Budán kiadott repertóriumában „Kaslyavecz” néven szerepel. Nagy Lajos 1829-ben kiadott művében „Kaslyavecz” néven 53 házzal, 17 katolikus és 322 ortodox vallású lakossal találjuk.
A katonai közigazgatás megszüntetése után Magyar Királyságon belül Horvát–Szlavónország részeként, Belovár-Kőrös vármegye Belovári járásának része volt. 1857-ben 177, 1910-ben 355 lakosa volt. Az 1910-es népszámlálás szerint a falu lakosságának 68%-a szerb, 28%-a horvát anyanyelvű volt. 1918-ban az új Szerb-Horvát-Szlovén Állam, majd később Jugoszlávia része lett. 1941 és 1945 között a németbarát Független Horvát Államhoz, majd a háború után a szocialista Jugoszláviához tartozott. 1991-től a független Horvátország része. 1991-ben lakosságának 52%-a horvát, 37%-a szerb nemzetiségű volt. 2011-ben 153 lakosa volt, akik főként mezőgazdasággal foglalkoztak.

## Lakossága
| Lakosság változása | Lakosság változása | Lakosság változása | Lakosság változása | Lakosság változása | Lakosság változása | Lakosság változása | Lakosság változása | Lakosság változása | Lakosság változása | Lakosság változása | Lakosság változása | Lakosság változása | Lakosság változása | Lakosság változása | Lakosság változása |
| ------------------ | ------------------ | ------------------ | ------------------ | ------------------ | ------------------ | ------------------ | ------------------ | ------------------ | ------------------ | ------------------ | ------------------ | ------------------ | ------------------ | ------------------ | ------------------ |
| 1857               | 1869               | 1880               | 1890               | 1900               | 1910               | 1921               | 1931               | 1948               | 1953               | 1961               | 1971               | 1981               | 1991               | 2001               | 2011               |
| 177                | 206                | 221                | 278                | 325                | 355                | 409                | 485                | 466                | 430                | 386                | 305                | 250                | 206                | 170                | 153                |

## Egyesületek
Az önkéntes tűzoltó egyesületet 1981-ben alapították.